# Gundasettihalli, Hassan
Gundasettihalli là một làng thuộc tehsil Hassan, huyện Hassan, bang Karnataka, Ấn Độ.